# 平成電電匿名組合
平成電電匿名組合（へいせいでんでんとくめいくみあい）は、認定通信事業者（旧・第一種電気通信事業者）である平成電電株式会社に資金供給するための特別目的会社（SPC）であり、平成電電設備株式会社、および平成電電システム株式会社の2社を設立し、証券化した匿名組合。

## 概要
平成電電匿名組合のルーツは、平成電電株式会社が直に発行していた「平成電電パートナーシステム」に遡る。1口1000万円の出資単位で、過去に第一弾と第二弾が募集されている。
- その後特別目的会社（SPC）方式による匿名組合のスキームが構築されていた。
- 1口当たり100万円の出資単位で、毎月1号ずつ募集し、第1号から第9号までが元本契約終了時、年8%の利率、第10号より倒産直前の第21号まで募集分が一部の元金返却で年10%の利率をうたい、新聞(日本経済新聞、朝日新聞）広告等で大々的に募集をした。

2005年（平成17年）10月3日に平成電電が東京地方裁判所に対して民事再生法の適用を申請したのを期に、配当が停止されている。出資者は19,000人（平成電電発表）にも及び、被害者の会などが結成されるなどした。
出資であること、リスク説明が十分に行われていること、出資時の契約書に倒産時の対応が明記されていることから「被害者」ではないと会社側が主張していたが、募集方法や告知方法、経営状況、倒産（民事再生法適用申請）に至る経緯などに問題があるという指摘だけでなく、最終的に関係者が警視庁刑事部捜査第二課に逮捕され詐欺で有罪となった。

## 会社概要
- 平成電電設備株式会社／平成電電システム株式会社
- 所在地：東京都千代田区丸の内三丁目2番3号 富士ビル4階
- 代表取締役：熊本徳夫
- 資本金：1000万円
- 事業内容：通信設備貸付事業、金銭貸付事業、全各号に関連する一切の事業など

## 沿革
（平成電電株式会社情報も含む。）
- 2000年（平成12年）4月7日 - 平成電電設備有限会社設立。
- 2004年（平成16年）
  - 2月23日 - 平成電電システム有限会社設立。
  - 9月22日 - 平成電電設備有限会社、株式会社に組織変更。
- 2005年（平成17年）
  - 2月21日 - 平成電電システム有限会社、株式会社へ組織変更。
  - 10月3日 - 東京地方裁判所に民事再生法の適用を申請。負債総額は9月末で約1200億円。そのうち約900億円が平成電電設備および平成電電システム（平成電電匿名組合による出資金）に対するリース債務となっている。電気通信サービスは継続して提供される。
  - 11月9日 - 個人出資者とその弁護人らが集まり、財務検査を申し入れ、『平成電電被害対策弁護団』を結成した。
- 2006年（平成18年）
  - 3月9日 - 個人出資者とその弁護人らによる、財務検査を申し入れ、東京地裁は仮差押処分を決定。
  - 6月22日 - 平成電電設備・平成電電システム両社の破産手続開始決定。
- 2009年（平成21年）3月1日 - 東京地裁において熊本徳夫に懲役6年、坂上好治に懲役3年の判決が下る。
- 2010年（平成22年）9月29日 - 平成電電設備・平成電電システム両社の破産手続終結。